# Замковий Андрій Вікторович
Андрій Вікторович Замковой (рос. Андрей Викторович Замковой, 4 липня 1987) — російський боксер напівсередньої ваги, олімпійський медаліст.

## Виступи на Олімпіадах
| Олімпіада           | Дисципліна | Місце |
| ------------------- | ---------- | ----- |
| Лондон 2012         | 69 кг      | =3    |
| Ріо-де-Жанейро 2016 | 69 кг      | =17   |
| Токіо 2020          | 69 кг      | =3    |

### Олімпійські ігри 2012
- У першому раунді змагань переміг Маймайтітуерсун Чонг (Китай) — 16-11
- У другому раунді змагань переміг Адама Нолана (Ірландія) — 18-9
- У чвертьфіналі переміг Еррола Спенса (США) — 16-11
- У півфіналі програв Сєріку Сапієву (Казахстан) — 12-18

### Олімпійські ігри 2016
- У першому раунді змагань ппрогав Райтону Оквірі (Кенія) — 1-2

### Олімпійські ігри 2020
- У другому раунді змагань переміг Стівена Замба (Замбія) — 4-1
- У чвертьфіналі переміг Ескерхана Мадієва (Грузія) — 5-0
- У півфіналі програв Роніелю Іглесіасу (Куба) — 0-5